# Xã Harrison, Quận Elkhart, Indiana
Xã Harrison (tiếng Anh: Harrison Township) là một xã thuộc quận Elkhart, tiểu bang Indiana, Hoa Kỳ. Năm 2010, dân số của xã này là 4.435 người.